# Белчешть (Беліш, Клуж)
Белчешть, Белчешті (рум. Bălcești) — село у повіті Клуж в Румунії. Входить до складу комуни Беліш.
Село розташоване на відстані 346 км на північний захід від Бухареста, 46 км на захід від Клуж-Напоки.

## Населення
За даними перепису населення 2002 року у селі проживали 150 осіб, усі — румуни. Усі жителі села рідною мовою назвали румунську.